# Adelphi Theatre
Adelphi Theatre é um teatro localizado em West End, Londres na rua Strand, Cidade de Westminster. O atual edifício é o quarto no sítio. O teatro tem se especializado em comédia e teatro musical, e hoje é uma casa de recepção para uma variedade de produções, incluindo muitos musicais. Tem capacidade para 1.500 pessoas sentadas. O teatro foi listado como Grau III para a preservação histórica em 01 de dezembro de 1987.

## Produções recentes
- My Fair Lady (25 de outubro de 1979 – 31 de outubro de 1981)
- A temporada 1981–82 da D'Oyly Carte Opera Company (11 de novembro de 1981 – 27 de fevereiro de 1982)
- The American Dream Machine (20 de outubro de 1982 – 1 de dezembro de 1982)
- Marilyn (17 de março de 1983 – 30 de julho de 1983)
- Poppy  (12 de novembro de 1983 – 4 de fevereiro de 1984)
- Lena Horne – The Lady and Her Music (6 de agosto de 1984 – 29 de setembro de 1984)
- The Jungle Book (4 de dezembro de 1984 – 12 de janeiro de 1985)
- Me and My Girl (12 de fevereiro de 1985 – 16 de janeiro de 1993)
- Sunset Boulevard (12 de julho de 1993 – Abril de 1997)
- Damn Yankees (4 de junho de 1997 – 9 de agosto de 1997)
- Chicago (19 de novembro de 1997 – 22 de abril de 2006)
- Evita (20 de junho de 2006 – 26 de maio de 2007)
- Joseph and the Amazing Technicolor Dreamcoat (6 de julho de 2007 – 30 de maio de 2009)
- Derren Brown: Enigma (15 de junho de 2009 – 23 de julho de 2009)
- The Rat Pack: Live From Las Vegas (24 de setembro de 2009 – 2 de janeiro de 2010)
- Love Never Dies (9 de março de 2010 – 27 de agosto de 2011)
- One Man, Two Guvnors (21 de novembro de 2011 – 25 de fevereiro de 2012)
- Sweeney Todd, the Demon Barber of Fleet Street (10 de março de 2012 – 22 de setembro de 2012)
- The Bodyguard, (6 de novembro de 2012 – 29 de agosto de 2014)[2]
- Made in Dagenham, (5 de novembro de 2014 – 11 de abril de 2015)[3][4]
- Kinky Boots, (21 de agosto de 2015 – 6 de maio de 2017)[5][6]